# Bürgermeisterei Opladen
Die Bürgermeisterei Opladen war von 1815 bis 1819 eine Bürgermeisterei im Kreis Opladen der preußischen Provinz Jülich-Cleve-Berg und nach dessen Auflösung ab 1819 eine Bürgermeisterei im Kreis Solingen der preußischen Rheinprovinz (Regierungsbezirk Düsseldorf). Sie ging aus Teilen des mittelalterlichen bergischen Amtes Miselohe hervor, das 1806 unter den Franzosen aufgelöst wurde und in eigenständige Kantone und Mairies unterteilt wurde.
Unter Preußen wurde die Mairie Opladen in die Bürgermeisterei Opladen umgewandelt. Das Gebiet der Bürgermeisterei ist heute Teil der bergischen Großstadt Leverkusen.

## Hintergrund und Geschichte
Das Herzogtum Berg gehörte zuletzt aufgrund von Erbfällen zum Besitz Königs Maximilian I. Joseph von Bayern. Am 15. März 1806 trat er das Herzogtum an Napoleon Bonaparte im Tausch gegen das Fürstentum Ansbach ab. Dieser übereignete das Herzogtum an seinen Schwager Joachim Murat, der es am 24. April 1806 zusammen mit den rechtsrheinischen Grafschaften Mark, Dortmund, Limburg, dem nördlichen Teil des Fürstentums Münster und weiteren Territorien zu dem Großherzogtum Berg vereinte.
Bald nach der Übernahme begann die französische Verwaltung im Großherzogtum neue und moderne Verwaltungsstrukturen nach französischem Vorbild einzuführen. Bis zum 3. August 1806 ersetzte und vereinheitlichte diese Kommunalreform die alten bergischen Ämter und Herrschaften. Sie sah die Schaffung von Départements, Arrondissements, Kantone und Munizipalitäten (ab Ende 1808 Mairies genannt) vor und brach mit den alten Adelsvorrechten in der Kommunalverwaltung. Am 14. November 1808 war dieser Prozess nach einer Neuordnung der ersten Strukturierung von 1806 abgeschlossen, die altbergischen Honschaften blieben dabei häufig erhalten und wurden als Landgemeinden den jeweiligen Mairies eines Kantons zugeordnet. In dieser Zeit wurde die Munizipalität bzw. Maire Opladen als Teil des Kanton Opladen im Arrondissement Düsseldorf geschaffen.
Ihr gehörten neben dem Kirchspiel Opladen auch die Kirchspiele Bürrig und Neukirchen an.
1813 zogen die Franzosen nach der Niederlage in der Völkerschlacht bei Leipzig aus dem Großherzogtum ab und es fiel ab Ende 1813 unter die provisorische Verwaltung durch Preußen im sogenannten Generalgouvernement Berg, die es 1815 durch die Beschlüsse des Wiener Kongreß endgültig zugesprochen bekamen. Mit Bildung der preußischen Provinz Jülich-Kleve-Berg 1816 wurden die vorhandenen Verwaltungsstrukturen im Großen und Ganzen zunächst beibehalten und unter Beibehaltung der französischen Grenzziehungen in preußische Landkreise, Bürgermeistereien und Gemeinden umgewandelt. Der Kanton Opladen wurde zum Kreis Opladen, die Maire Opladen zur Bürgermeisterei Opladen.
1819 erfolgte eine partielle Umgliederung im Regierungsbezirk Düsseldorf. Der Kreis Opladen wurde zum Am 30. April 1819 aufgelöst und die Gemeinden dem Kreis Solingen zugeordnet. 1820 wechselte Wiesdorf aus der Bürgermeisterei Schlebusch in die Bürgermeisterei Opladen.
1815/16 lebten zusammen 3.439 Einwohner in der Bürgermeisterei. Laut der Statistik und Topographie des Regierungsbezirks Düsseldorf besaß die Bürgermeisterei 1832 eine Einwohnerzahl von gesamt 4.219, die sich in 2.613 katholische und 1.662 evangelische Gemeindemitglieder aufteilten. Die Wohnplätze der Bürgermeisterei umfassten zusammen fünf Kirchen, 16 öffentliche Gebäude, 732 Wohnhäuser, 16 Fabriken und Mühlen und 1.229 landwirtschaftliche Gebäude. Zu den Wohnplätzen, Höfen und Ortschaften der Bürgermeisterei gehörten laut der Statistik (zeitgenössische Schreibweise)
- Kirchspiel und städtische Spezialgemeinde Opladen (1.040 Einwohner): Kirchdorf Opladen, Friedenberg, Frieschenberg, Köschenberg, Ophoven, Petersburg, Posberg, Rennbaum und Rothenberg.
- Kirchspiel und ländliche Spezialgemeinde Bürrig (521 Einwohner): Kirchdorf Bürrig, Neuenhof, Reuschenberg und Schaafstall.
- Kirchspiel und städtische Spezialgemeinde Neukirchen (1.660 Einwohner): Kirchdorf Neukirchen, Atzlenbach, Biesenbach, Bruch, Claashäuschen, Clasbruch, Dürfenthal, Grund, Grundermühle, Hölgesthal, Hüscheid, Imbach, Oberöhlbach, Oehlbach, Pattscheid und Romberg.
- Kirchspiel und ländliche Spezialgemeinde Wiesdorf (1.070 Einwohner): Kirchdorf Wiesdorf, Büchelterhof, Doctorsburg, Hemmelrath, Heide, Küppersteg, Mannefort und Pfahlshof.

Am 24. August 1857 erhielt aufgrund der Rheinischen Städteordnung die Spezialgemeinde Neukirchen, die 1904 aufgrund des häufigen Vorkommens des Ortsnamens in Bergisch Neukirchen umbenannt wurde, die Stadtrechte und schied aus der Bürgermeisterei aus. Der Spezialgemeinde Opladen wurde am 27. Dezember 1858 ebenfalls die Rheinische Städteordnung verliehen. Die Bürgermeisterei Opladen wurde aufgespalten in eine Stadtbürgermeisterei für die Stadt Opladen und die Bürgermeisterei Opladen-Land, die die beiden Gemeinden Bürrig und Wiesdorf umfasste.
Die Bürgermeisterei Opladen-Land wurde 1889 in Bürgermeisterei Küppersteg umbenannt. Das Gemeindelexikon für die Provinz Rheinland von 1909 gibt für die nun nur aus der Stadt Opladen bestehende Bürgermeisterei Opladen zusätzlich noch Wambacherhof als Wohnplatz an.
Bürrig wurde am 1. April 1920 in die Gemeinde Wiesdorf eingemeindet, die 1921 die Rheinische Städteordnung erhielt und 1930 Teil von Leverkusen wurde.
Nach dem Zusammenschluss des Kreises Solingen mit dem Kreis Lennep 1929 zum Kreis Solingen-Lennep und Gründung der Stadt Leverkusen am 1. April 1930 wurde die Landgemeinde Lützenkirchen aus dem aufgelösten Amt Schlebusch in die Stadt Opladen eingemeindet.
Im Zuge der nordrhein-westfälischen Gebietsreform wurde die Stadt Opladen durch das Köln-Gesetz am 1. Januar 1975 in die Stadt Leverkusen eingemeindet.

## Einwohnerentwicklung
| Jahr | Bürgermeisterei Opladen | Bürgermeisterei Opladen | Bürgermeisterei Opladen         | Quelle |
| ---- | ----------------------- | ----------------------- | ------------------------------- | ------ |
| 1816 | 4.228                   | 4.228                   | 4.228                           | [ 8 ]  |
| 1828 | 4.149                   | 4.149                   | 4.149                           | [ 9 ]  |
|      | Stadt Opladen           | Stadt Neukirchen        | Bm. Opladen-Land Bm. Küppersteg |        |
| 1871 | 2.285                   | 1.958                   | 02.503                          | [ 4 ]  |
| 1885 | 3.440                   | 2.183                   | 03.791                          | [ 10 ] |
| 1895 | 3.902                   | 2.203                   | 05.252                          | [ 11 ] |
| 1905 | 6.339                   | 2.208                   | 13.349                          | [ 12 ] |
| 1910 | 9.395                   | 2.354                   | 18.962                          | [ 13 ] |